# Grete Wiesenthal
Grete Wiesenthal (narozená jako Margarethe Wiesenthal, 9. prosince 1885 Vídeň – 22. června 1970 tamtéž) byla rakouská tanečnice a choreografka.

## Život

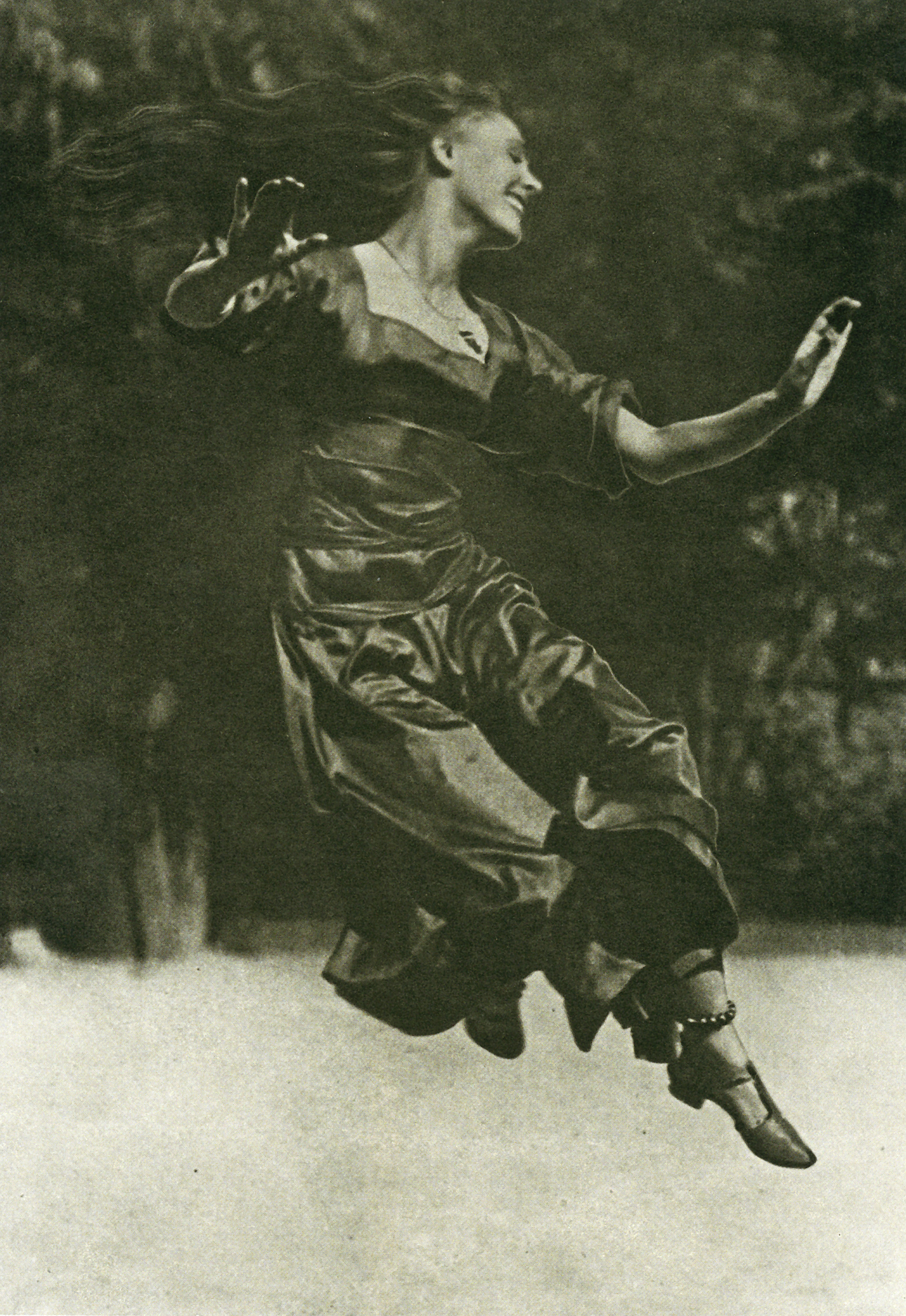
Grete Wiesenthal tančí Straussův valčík Na krásném modrém Dunaji

Narodila se v rodině malíře Franze Wiesenthala. Měla pět sester a jednoho bratra. V roce 1895 začala studovat klasický balet ve škole Dvorní opery (die Ballettschule der Hofoper). V roce 1901 byla přijata do baletního souboru Dvorní opery. V roce 1902, kdy již byla významnou sólistkou souboru, objevil její talent i skladatel Gustav Mahler, který ji obsadil do titulní roce opery Němá z Portici. v roce 1907. I přes své úspěchy opustila spolu se svou mladší sestrou Elsou soubor kvůli sporu s baletním mistrem. Poté sestry vytvořily zcela nový, nekonvenční taneční styl, oproštěný od tanečních šablon a pravidel. Své první veřejné vystoupení jako nezávislý taneční soubor měly v červnu 1907 na zahradní slavnosti v Dreherparku v pantomimě Maxe Mella Tanečník a loutka (Die Tänzerin und die Marionette).
Grete, Elsa a jejich sestra Bertha debutovaly v kabaretu „Fledermaus“ dne 14. ledna 1908 před prominentním publikem, mezi které patřili Peter Altenberg, Hugo von Hofmannsthal, Gustav Klimt nebo Koloman Moser. Poté, co sestry několik týdnů vystupovaly ve vyprodaném sále, přijaly pozvání Maxe Reinhardta do Berlína. Poté absolvovaly zájezdy do Ruska, Maďarska a vystoupily rovněž v Praze. V roce 1910 se Grete Wiesenthal provdala za malíře Erwina Langa, který pro ni navrhoval plakáty. V roce 1911 se jim narodil syn Martin. Po mateřské přestávce vystupovala jako sólová tanečnice. Její interpretace vídeňského valčíku byla mezinárodně úspěšná.
Hofmannsthal pro ni napsal „Amor und Psyche“ a „Das fremde Mädchen“. Pracovala jako choreografka pro Maxe Reinhardta. V roce 1913 začala vystupovat v němých filmech. Jako herečka debutovala v Raimundově filmu Die gefesselte Phantasie v roce 1920.
V roce 1919 založila taneční školu na Hohe Warte, ale také vystupovala s partnery jako Toni Birkmeyer nebo Willy Fränzl. Již tehdy vydala své paměti pod názvem „Der Aufstieg. Aus dem Leben einer Tänzerin“. Kniha vyšla znovu v roce 1947 pod názvem „Die ersten Schritte“.
V letech 1921–1922 podnikla evropské turné, kde potkala svého druhého manžela, švédského lékaře Nilse Silfverskiölda. Po svatbě v roce 1923 žila ve Stockholmu. V roce 1926 se vrátila do Vídně poté, co se toto manželství rozpadlo.
Znovu otevřela svou taneční školu spolu s Toni Birkmeyerem a pracovala rovněž pro Maxe Reinhardta (1928 choreografie pro kabaret „Fledermaus“). Od roku 1928 pracovala pro Salcburský festival. Velice úspěšná byla její choreografie pro Státní operu v baletu „Der Taugenichts in Wien“ v roce 1929. Od roku 1934 působila jako učitelka na Akademii múzických umění. V roce 1938 se zcela stáhla z veřejného prostoru.
Od 30. let vedla ve svém bytě v Modenapark 6 „salon“, který se stal intelektuálním a společenským centrem Vídně – scházelo se zde mnoho zajímavých osobností (Hugo von Hofmannstha), Franz Theodor Csokor, Max Mell, Carl Zuckmayer, Friedrich Heer, Stefan Zweig a mnoho dalších). Její salon fungoval dokonce i během nacistického režimu kdy dokázala skrýt disidentský sklon večírků a stal se útočištěm pronásledovaných.
Po druhé světové válce se opět zapojila do pedagogické práce a do roku 1951 působila jako profesorka na Akademii múzických umění a do roku 1959 jako choreografka na Salcburském festivalu. Zde vytvořila choreografie pro představení Goldoniho hry „Sluha dvou pánů“ a pro Mozartovu „Figarovu svatbu“. Navrhla také choreografii pro scénu stolní společnosti ve hře Hugo von Hofmannsthala Jedermann (Kdokoliv) v režii Ernsta Lothara. Pracovala rovněž pro Bregenzské slavnosti („Eine kleine Nachtmusik“, 1946).
V roce 1951 vydala další autobiografické dílo „Iffi, Roman einer Tänzerin“.
V roce 1981 po ní byla pojmenována ulice Wiesenthalgasse ve Vídni.